# Borja Sémper
Francisco de Borja Sémper Pascual (Irún, Guipúzcoa, 10 de enero de 1976) es un político y escritor español. Fue el portavoz del Partido Popular en el Parlamento Vasco y entre noviembre de 2009 y enero de 2020, presidente del Partido Popular de Guipúzcoa. En la actualidad es diputado del Partido Popular por Madrid en la XV legislatura de las Cortes Generales.

## Inicios
Licenciado en Derecho por la Universidad del País Vasco y experto en Gestión Pública por el IESE - Universidad de Navarra, Borja Sémper ingresó en las Nuevas Generaciones de Guipúzcoa en 1993, a los diecisiete años, donde formó parte de un equipo que, tras el secuestro y asesinato de Miguel Ángel Blanco en 1997 a manos de la banda terrorista ETA, acabaría dirigiendo el Partido Popular del País Vasco (Antonio Basagoiti, Arantza Quiroga e Iñaki Oyarzábal, entre otros).
En esa época fue objetivo de ETA, que intentó asesinarlo en varias ocasiones.

## Ayuntamiento de Irún
Dos años después de afiliarse a Nuevas Generaciones de Guipúzcoa, en las elecciones municipales de 1995, se incorporó al Ayuntamiento de Irún como concejal del PP.
Cuatro años más tarde, en 1999, al ver incrementada su popularidad en el municipio, se presentó como candidato a la alcaldía. La composición política del ayuntamiento a raíz de esos comicios dio lugar a un acuerdo de gobierno entre socialistas y populares. En consecuencia, Borja Sémper fue nombrado primer teniente de alcalde, asumiendo el cargo de concejal delegado de urbanismo.
En las elecciones municipales de 2003 volvió a ser candidato a alcalde. Esta vez, los socialistas iniciaron la legislatura gobernando en solitario y priorizando cerrar acuerdos con el apoyo del PNV, pero en verano de 2005 el PSE retomó el pacto con el PP y Borja Sémper volvió a su función como primer teniente de alcalde y concejal delegado de urbanismo.
En 2007 repitió candidatura. Pero a mitad de legislatura abandonó su acta de concejal al ser elegido presidente de su partido en Guipúzcoa. Su nueva responsabilidad y la función de parlamentario vasco que llevaba tiempo desempeñando fue lo que desencadenó su renuncia. El 27 de enero de 2010, tras más de quince años en el cargo, presentó su renuncia como concejal en el Ayuntamiento irunés.

## Parlamento Vasco
Borja Sémper es parlamentario vasco desde 2003. Fue el director de la campaña electoral guipuzcoana para las elecciones al Parlamento Vasco de 2009, y protagonizó junto con Arantza Quiroga y Ramón Gómez Ugalde una apuesta por la renovación en la manera de comunicarse con los ciudadanos, participando por ejemplo en un baño en la playa de la Concha de San Sebastián en pleno invierno y con el eslogan «Nos mojamos por ti».
En su labor parlamentaria ha destacado su incondicional apoyo a la infraestructura del Tren de Alta Velocidad en el País Vasco. En la actualidad es el presidente de la Comisión de Industria, Innovación, Comercio y Turismo, así como vocal en la de Transporte.
Por otra parte, destacó por su denuncia del caso Balenciaga, cuya investigación desveló que varios miembros del PNV recibieron de manera fraudulenta prendas de Cristóbal Balenciaga.

## Presidente del Partido Popular de Guipúzcoa
En julio de 2008, la entonces presidenta provincial del PP de Guipúzcoa, María José Usandizaga, renovó el organigrama del partido y lo nombró secretario general. Posteriormente, en el XII congreso del PP de Guipúzcoa celebrado el 28 de noviembre de 2009 en el Kursaal de San Sebastián fue elegido presidente con el 94,65 % de los votos.
En el congreso provincial anunció su intención de romper viejos esquemas, y una de sus primeras iniciativas fue la de reunirse de manera oficial con la ejecutiva del Partido Nacionalista Vasco de Guipúzcoa encabezada por Joseba Egibar. Ha reconocido sentir admiración por la figura de Gregorio Ordóñez. En numerosas ocasiones ha insistido en que su partido debe volver a «pisar la calle» y acercarse a los ciudadanos tal y como hizo el líder popular asesinado.
En diciembre de 2015 encabezó la lista del Partido Popular para las elecciones generales por Guipúzcoa pero no logró escaño. En las elecciones generales de 2016 Sémper volvió a concurrir como cabeza de lista y de nuevo fracasó en su intento de conseguir un escaño por Guipúzcoa. Fue la primera vez que su partido no obtenía escaño por Guipúzcoa desde las elecciones generales de España de 1989. En las elecciones municipales de 2019 Sémper se presentó como candidato a la alcaldía de San Sebastián. El candidato irunés cosechó un 10,76 % de los votos, donde subió en votos para el PP, en un contexto de caída global de su partido en Euskadi y en España.
El 14 de julio de 2025 anunció que padecía de Cáncer y que reducirá su actividad política.

## Abandono de la política
El 14 de enero de 2020, anunció su marcha de la política, alegando su descontento con el rumbo de la política actual. Dejó la política tras ser contratado como director de Relaciones por la consultora Ernst & Young. Es columnista del medio digital El Debate.

## Portavoz para la campaña electoral en 2023
En enero de 2023 se reincorporó a la actividad política como portavoz nacional del PP para la campaña de las elecciones autonómicas y municipales de mayo de ese año.

## Libros
- Sin complejos. Destino, 2013.
- Maldito (des)amor. Lapsus Calami, 2015.[24]